# Hossein Kanaanizadegan
Mohammad Hossein Kanaanizadegan (tiếng Ba Tư: محمدحسين کنعانى زادگان, sinh ngày 23 tháng 6 năm 1994 ở Mahshahr) là một cầu thủ bóng đá người Iran thi đấu ở vị trí trung vệ, cho câu lạc bộ tại Qatar Stars League Al Ahli và Đội tuyển quốc gia Iran.

## Thống kê sự nghiệp
Tính đến 31 tháng 7 năm 2021
| Câu lạc bộ          | Mùa giải            | Giải đấu            | Hạng | Hạng | Hazfi Cup | Hazfi Cup | Asia | Asia | Tổng cộng | Tổng cộng |
| Câu lạc bộ          | Mùa giải            | Giải đấu            | Trận | Bàn  | Trận      | Bàn       | Trận | Bàn  | Trận      | Bàn       |
| ------------------- | ------------------- | ------------------- | ---- | ---- | --------- | --------- | ---- | ---- | --------- | --------- |
| Persepolis          | Pro League          | 2011–12             | 1    | 0    | 0         | 0         | 0    | 0    | 1         | 0         |
| Persepolis          | Pro League          | 2012–13             | 0    | 0    | 0         | 0         | –    | –    | 0         | 0         |
| Persepolis          | Pro League          | 2013–14             | 0    | 0    | 0         | 0         | –    | –    | 0         | 0         |
| Persepolis          | Tổng cộng           | Tổng cộng           | 1    | 0    | 0         | 0         | 0    | 0    | 1         | 0         |
| Malavan             | Pro League          | 2014–15             | 19   | 1    | 0         | 0         | –    | –    | 19        | 1         |
| Esteghlal           | Pro League          | 2016–17             | 2    | 0    | 0         | 0         | 0    | 0    | 2         | 0         |
| Saipa               | Pro League          | 2017–18             | 7    | 3    | 0         | 0         | –    | –    | 7         | 3         |
| Machine Sazi        | Pro League          | 2018–19             | 27   | 1    | 2         | 0         | –    | –    | 29        | 1         |
| Tổng cộng           | Tổng cộng           | Tổng cộng           | 55   | 5    | 2         | 0         | 0    | 0    | 57        | 5         |
| Persepolis          | Pro League          | 2019–20             | 27   | 1    | 3         | 0         | 2    | 0    | 32        | 1         |
| Persepolis          | Pro League          | 2020–21             | 25   | 1    | 2         | 0         | 13   | 1    | 40        | 2         |
| Persepolis          | Tổng cộng           | Tổng cộng           | 52   | 2    | 5         | 0         | 15   | 1    | 72        | 3         |
| Al Ahli             | QSL                 | 2021–22             | 0    | 0    | 0         | 0         | —    | —    | 0         | 0         |
| Al Ahli             | Tổng cộng           | Tổng cộng           | 0    | 0    | 0         | 0         | —    | —    | 0         | 0         |
| Tổng cộng sự nghiệp | Tổng cộng sự nghiệp | Tổng cộng sự nghiệp | 108  | 7    | 7         | 0         | 15   | 1    | 130       | 8         |

### Bàn thắng quốc tế
Bàn thắng và kết quả của Iran được để trước.
| #  | Ngày                 | Địa điểm                                  | Đối thủ      | Bàn thắng | Kết quả | Giải đấu                      |
| -- | -------------------- | ----------------------------------------- | ------------ | --------- | ------- | ----------------------------- |
| 1. | 10 tháng 10 năm 2019 | Sân vận động Azadi, Tehran, Iran          | Campuchia    | 3–0       | 14–0    | Vòng loại FIFA World Cup 2022 |
| 2. | 30 tháng 3 năm 2021  | Sân vận động Azadi, Tehran, Iran          | Syria        | 1–0       | 3–0     | Giao hữu                      |
| 3. | 17 tháng 10 năm 2023 | Sân vận động Quốc tế Amman, Amman, Jordan | Qatar        | 1–0       | 4–0     | Giao hữu                      |
| 4. | 17 tháng 10 năm 2023 | Sân vận động Quốc tế Amman, Amman, Jordan | Qatar        | 4–0       | 4–0     | Giao hữu                      |
| 5. | 21 tháng 3 năm 2024  | Sân vận động Azadi, Tehran, Iran          | Turkmenistan | 1–0       | 5–0     | Vòng loại FIFA World Cup 2026 |
| 6. | 21 tháng 3 năm 2024  | Sân vận động Azadi, Tehran, Iran          | Turkmenistan | 3–0       | 5–0     | Vòng loại FIFA World Cup 2026 |